# 奥三郎兵衛
奥 三郎兵衛（三郎兵衞、おく さぶろうべえ、1837年1月9日（天保7年12月3日） - 1897年（明治30年）9月1日）は、日本の政治家、衆議院議員（1期）。

## 経歴
和泉国日根郡中之庄湊村（現・大阪府泉佐野市）生まれ。深川区会議員、東京商業会議所副会頭、帝国商業銀行、帝国海上保険、東京建物各(株)監査役となる。
1892年の第2回衆議院議員総選挙において東京5区から無所属で立候補したが28票差で落選。1894年3月の第3回衆議院議員総選挙で当選。衆議院議員は1期務め、同年9月の第4回衆議院議員総選挙は不出馬。1897年に死去した。